# 迪布兰
迪布兰（法語：Diebling，法語發音：[diblɛ̃]；洛林法兰克语：Diwlinge）是法国摩泽尔省的一个市镇，属于福尔巴克-布莱摩泽尔区。

## 地理
迪布兰（49°6'31"N, 6°56'25"E）面积7.84 平方千米，位于法国大東部大區摩泽尔省，该省份为法国东北部内陆省份，是洛林的一部分，西南接默尔特-摩泽尔省，东临下莱茵省，北与卢森堡和德国接壤。
与迪布兰接壤的市镇（或旧市镇、城区）包括：法尔什维莱尔、盖伯努斯、卢佩尔舒斯、梅灿、努斯维莱尔-圣纳博尔、唐特兰、泰丹。
迪布兰的时区为UTC+01:00、UTC+02:00（夏令时）。

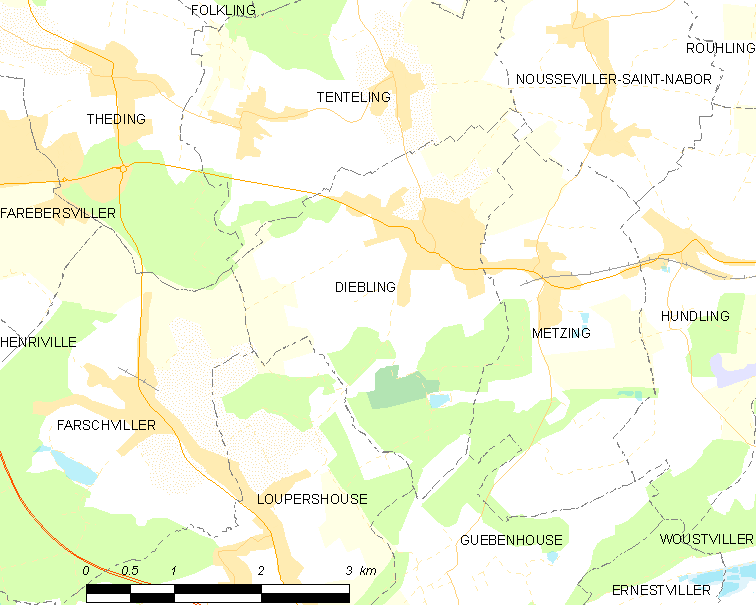
迪布兰的OSM定位图

## 行政
迪布兰的邮政编码为57980，INSEE市镇编码为57176。

## 政治
迪布兰所属的省级选区为斯蒂兰旺代勒县。

## 人口

1962-2008年间迪布兰人口变化图示

迪布兰于2022年1月1日时的人口数量为1670人。